# Abbé de Saint-Pierre
Abbé de Saint-Pierre [abé de seinpjérr], vlastnim jménem Charles-Irénée Castel de Saint-Pierre (18. února 1658, Saint-Pierre-Église v Normandii – 29. dubna 1743, Paříž) byl francouzský kněz, diplomat a osvícenský politický myslitel, který se proslavil návrhy na zajištění světového míru ustavením federativního sdružení evropských států.

## Život
Narodil se v Normandii, na zámku v Saint-Pierre-Église, ve významné šlechtické rodině jako nejmladší z pěti dětí. Matka brzy zemřela a chlapce vychovávala teta v Rouenu, kde navštěvoval jezuitské školy. Roku 1676 zemřel i otec, královský prefekt (bailli), a Charles nastoupil studium teologie v Caen, zajímal se však i o přírodní vědy. Roku 1680 se usadil v Paříži, kde se stal almužníkem vévodkyně z Orléans a získal přístup do šlechtických salonů, zejména paní de La Fayette a paní de Lambert. Tam se seznámil s významnými vzdělanci a na návrh Fontenellův byl 1695 zvolen členem Francouzské akademie, ačkoli ještě nic většího nenapsal. Patřil však v takzvaném Sporu starých s moderními k zastáncům modernity, kteří tak dosáhli většiny.
Zabýval se možnostmi hospodářských, společenských a politických reforem a od roku 1708 uvažoval o možnostech, jak zabránit válkám. Roku 1712 se zúčastnil jako diplomat jednání o Utrechtském míru a roku 1713 vydal svůj „Projekt světového míru mezi národy“, který ho proslavil. Vycházel z toho, že evropské národy jsou příliš odlišné, než aby mohly žít ve společném státě, navrhoval však ustavení stálého soudu a poradního sboru se třemi zástupci z každé z evropských mocností. Tento sbor by sídlil na neutrální půdě v Utrechtu a řešil spory mezi státy, včetně sporů dynastických.
Nevědomky tak oživil Mírové poselstvo Jiřího z Poděbrad z roku 1462, ovšem v modernější podobě a se zastoupením všech evropských mocností. Přesto se jeho projekt neujal a vyvolal i posměch, zaujal a ovlivnil však řadu myslitelů. Saint-Pierre si pak dopisoval s Voltairem a Leibnizem, inspiroval Roussaeua a nepřímo i Immanuela Kanta. Jeho myšlenky později inspirovaly i vznik Společnosti národů, Organizace spojených národů a Evropské unie.
Roku 1718 vydal spis o Polysynodii, kde navrhoval zřízení panovnických poradních sborů a kritizoval absolutistický styl vlády Ludvíka XIV. Tím vyvolal nevoli regenta, Filipa II. z Orléans a byl vyloučen i z Francouzské akademie. Debatní Club d’Entresol, který roku 1724 spoluzakládal, byl rozpuštěn. Zasazoval se také o bezplatné veřejné školy pro všechny včetně žen nebo spravedlivý daňový systém včetně progresivní daně z příjmů.